# 乌维·诺尔特
乌维·诺尔特（德語：Uwe Nolte；1969年5月11日—），德国音乐人、诗人、画家。

## 生平
乌维·诺尔特1969年出生于德国东部城市梅泽堡。1987年，诺尔特赢得了当地军事全能比赛的冠军，获得了在东德边防军服役的机会。服役期间，他拒绝射杀试图从苏防御区逃往美防御区的德国同胞，引起了当局不满。然而这一切并没有阻止诺尔特对俄罗斯自然风光与文化艺术的热爱。如今他已与俄罗斯画家克里斯汀娜·齐伯尔订婚。2016年，诺尔特受邀在俄罗斯克拉斯诺亚尔斯克国立师范大学举行了一场朗读会。
青年时代的诺尔特活跃在哈勒的朋克及金属音乐圈里，同时他也深受德国经典文学及哲学的影响。在意识形态受到约束的东德时期，他主要是通过自学。对诺尔特在艺术方面有重大影响的是弗里德里希·荷尔德林、雅各布·伯姆和弗里德里希·尼采。“我十分敬仰荷尔德林，尽管我很少读他的作品，但他永远在我的心中。”诺尔特曾这样说道。
诺尔特与许多诗人、音乐人和出版人都结下了深厚的友谊，尤其是与新民谣乐队Forseti的主唱安德雷亚斯·里特尔、Fire & Ice的伊安·里德和德国当代诗人罗尔夫·希林。在Forseti的主唱里特尔由于健康问题而不得不中断音乐生涯之后，诺尔特写了一首诗 Forseti lebt! 献给他。

## 作品

### 音乐
诺尔特是德国新民谣团体Orplid的核心人物，乐队的另一位核心成员是弗兰克·马豪。Orplid创立之初的目的是“德意志文学的保护与复兴”，这也成为了乐队的座右铭。Orplid音乐的主题主要有德意志异教信仰、希腊神话和浪漫主义。作品中他们大量使用钢琴、管风琴和大提琴，充满实验性与极简主义。乐队的代表作品之一《梅泽堡的乌鸦》就取材于梅泽堡的民间传说。诺尔特本人是他们歌曲的主要作词人，但是乐队也常引用弗里德里希·席勒、约瑟夫·冯·艾兴多夫、奥达·沙夫尔和戈特弗里德·贝恩等的作品。
Orplid这个名字来源于19世纪德国诗人爱德华·莫里克的诗作《维拉颂歌》，诗中写道“Du bist Orplid, mein Land（你是Orplid，我的国度！）!”莫里克将Orplid想象成海洋中一个如天堂一般的小岛，而维拉则是它的守护神。
除了Orplid之外，诺尔特也是Barditus、Sonnentau和Rückgrat的成员。

### 画作
诺尔特的画作深受欧洲表现主义的影响，对他在绘画方面有重大影响的艺术家有弗朗茨·冯·施图克、让·德尔威勒和居斯塔夫·莫罗。诺尔特的作品被一些新民谣乐队如Fire & Ice、Foeseti和Leger des Heils用作专辑封面。

### 诗歌
在诗歌方面，诺尔特热衷于德意志浪漫主义，尤其是艾兴多夫和雷瑙。诺尔特诗歌的特点是情感深切细腻，饱含古老的意象和强节奏的韵律，诺尔特认为他在生活中遭遇挫折和困难的时候无不由来自一股古老的符号、神话、历史人物和自然等意识形态的强大力量支撑着。2012年，诗集《Du warst Orplid, mein Land!》出版，2016年诺尔特发表了另一部诗集《Falke Heime》。

## 争议
由于在新民谣音乐方面的活跃，Orplid的作品大多比较民族化，帮助他们发行唱片的公司有许多是右倾的厂牌。诺尔特常被认为具有极右倾向，但他本人对此完全否认。诺尔特自认为是“必要时的爱国者”，在艺术方面倾向于传统与经典，并且追求纯粹的美。对于自己的作品，他的评价是“纯粹和传统，没有别的了”。事实上，诺尔特很享受认识来自不同国家的不同的人，而且“对政治并不感兴趣”。他承认自己是爱国者，但是绝对不极端。
正如他自己所说：“我希望服侍于永恒，而不是什么时代精神。真正的艺术家总是会有困难的。争议使显高贵！”

## 作品目录
- 1997: Orplid (CD)
- 1998: Heimkehr (CD)
- 1998: Das Schicksal (Vinyl)
- 1999: Geheiligt sei der Toten Name (MCD)
- 2000: Orplid (CD-Re-Edition)
- 2000: Barbarossa (Vinyl)
- 2002: Nächtliche Jünger (CD)
- 2002: Nächtliche Jünger (Vinyl)
- 2006: Sterbender Satyr (CD)
- 2007: Frühe Werke (CD)
- 2007: Frühe Werke (CD-Specialedition)
- 2008: Greifenherz (CD)

## 出版目录
2013: Du warst Orplid, mein Land! Gedichte. Eisenhut Verlag
- 2014: Wilder Kaiser. Gedichte. Verlag Arnshaugk
- 2015: Du warst Orplid, mein Land! Gedichte. 2. erw. Auflage. Verlag Arnshaugk
- 2016: Falke Heime. Gedichte. Verlag Arnshaugk

## 外部連結
- Homepage of Uwe Nolte （页面存档备份，存于）
- Uwe Nolte on Discogs （页面存档备份，存于）
- Uwe Nolte in Russian Press （页面存档备份，存于）
- Poems in German Library
- Face Book Page